# I. Szergiusz pápa
I. Szent Szergiusz (latinul: Sergius), (kb. 650, Palermo – 701. szeptember 8., Róma) volt a 84. pápa a világtörténelemben 687. december 15-től. Egyike a kilenc keleti egyházfőnek, akik rendre követték egymást a pápai trónon. Megválasztásakor a több pártra bomló zsinat csak nehezen tudott egyezségre jutni. Több ellenpápa is fellépett pontifikátusának elején. Kiváló angliai kapcsolatai voltak, amelyeket pápasága alatt ápolt is, de ugyanez nem mondható el II. Jusztinianosz császár udvaráról, akivel Sergius komoly összetűzésbe keveredett. Sikerült formálisan is lezárnia a háromcikkely-vitát.

## Élete
Antiókhiai szír családban született. Apját Tiberiusnak hívták. Az arab hódítások elől a család Szicíliára menekült, és Palermóban telepedett le.  II. Leó pápa szentelte fel pappá. Pápává választása előtt Santa Susanna-templom  címzetes papja volt.
Amikor Konon pápa 687. szeptember 22-én meghalt, a pápaválasztó zsinat összeült, hogy megvitassák, ki legyen Konon követője a pápai trónon. A zsinaton két tábor vitázott egymással. Az egyik a klérusé volt, míg a másik a római milíciáé. A vitát bonyolította, hogy a hadsereg Theodóroszt elismerte pápának, míg a klérus egyik archidiakónusa, Paszkál a ravennai exarchát megvesztegetve megszerezte annak támogatását. A két ellenpápa hamarosan egymás ellen kezdett versengeni. Theodórosz elfoglalta a Laterán belső épületeit, míg a később érkező Paszkál a külső területeket. A két féktelen jelölt láttán a zsinat úgy döntött, hogy egy harmadik embert választ meg Szent Péter örökébe. Így 687. december 15-én Szergiuszt Róma püspökének szentelték fel. A római nép által is támogatott pápa gyorsan kiűzte a Lateránból a két ellenpápát, és megkezdte pontifikátusát.
Theodórosz elismerte Sergius uralmát, azonban Paszkál ismét az exarchához fordult segítségért, de ezúttal nem kapta meg. Célját nem adta fel, és többször próbálta aláásni Szergiusz uralmát. Ezért a pápa boszorkányság vádjával kolostorba záratta Paszkált.
Pápasága alatt számos kapcsolatot teremtett Angliával. 689-ben Rómába érkezett Cædwalla wessexi király. Szergiusz megkeresztelte Cædwallát, és újra megkoronázta az uralkodót. Mivel hamarosan meghalt, ezért a pápa elintézte, hogy a később szentté avatott királyt a Szent Péter-bazilikában helyezzék örök nyugalomra. Levelezett Aldhelm malmesbury apáttal is. Ő szentelte fel Canterbury érsekének Berhtwaldot, és Szergiusz volt az, aki püspöki rangra emelte az angol Willibrordot, és elküldte a frízek megtérítésére.
Szergiusznak kevés örömöt szerzett keleti politikája. II. Jusztinianosz császár ugyanis 692-ben összehívta a császári palota kupolatermében, a Trullóban az úgy nevezett trullói (más néven Quinisext) zsinatot. A gyűlésre csak a keleti egyház képviselői kaptak meghívást. A zsinat legfontosabb határozata az volt, hogy az egyszerű papok felszentelésükig megházasodhattak, és hitvesi életet élhettek Isten szolgájaként is. Azonban a püspököknek nőtlenséget kellett fogadniuk. A zsinat 102 fegyelmi kérdésben hozott döntést, amelyek megvetették a későbbi ortodox vallás tanainak alapjait. A később jelentős ikonrombolás gondolata is felsejlik a zsinat határozatai között. Eszerint Jézust többé nem ember alakjában kell ábrázolni, hanem húsvéti bárány képében. A zsinat rendeleteit Justinianosz elküldte Sergiusnak, hogy fogadja el azokat. Levelében azt is leírta, hogy a konstantinápolyi pátriárkának ugyanolyan jogokat garantált, mint a római pápának. A császár kérte, hogy ezt is fogadja el az egyházfő. Sergius nem volt hajlandó elfogadni sem a trullói zsinatot, sem a pátriárka jogait. A császár haragra lobbant, amikor megkapta a pápa üzenetét, és tiszteket küldött Rómába, hogy Sergiust azonnal vigyék színe elé. De Itáliában az exarcha serege és a rómaiak is szembeszálltak a császári erőkkel, és megakadályozták a pápa elrablását. 695-ben Bizáncban lázadás tört ki, és Justinianust elűzték trónjáról. Helyére egyik hadvezére, II. Leontiosz lépett. Ezzel a bizánci trón bizonytalanná vált, hiszen három év múlva Leontioszt is megfosztották trónjától. Ezért a császári kérések mögött már nem állt világi hatalom.
Pontifikátusa alatt sikerült formálisan is lezárni a nesztoriánus vitákat a három cikkely kapcsán, és így 700-ban Aquileia is csatlakozott a római egyházhoz, tehát hosszú évek múltán Itália ismét egységes lett. Uralkodása alatt több bazilikát, templomot és kolostort is felújíttatott vagy építtetett. A hagyomány szerint ő vezette be a misébe az Agnus Deit, az áldozás előtti liturgikus éneket. A Gyertyaszentelő Boldogasszony napján tartott körmenet is az ő nevéhez kötődik. 701. szeptember 8-án halt meg. Szentté avatták, ünnepét szeptember 9-én tartják.

## Művei
- Documenta Catholica Omnia (latin nyelven). (Hozzáférés: 2011. december 6.)